# Список симптомів
|  | Службовий список статей, створений для координації робіт з розвитку теми. Це попередження не встановлюється на інформаційні списки і глосарії. |

Кожне захворювання має свої специфічні ознаки, характерні зовнішні прояви — так звані симптоми хвороби. Визначення симптомів — перше завдання у діагностиці захворювань у цілому.

## Суб'єктивні симптоми (відчуття)
- Біль
  - Аорталгія
  - Артралгія
  - Біль у грудях
  - Біль у ділянці статевих органів
  - Біль внизу живота
  - Болюче сечовипускання
  - Болючість зуба від гарячого, холодного
  - Болючість зуба від солодкого
  - Болючість при накушуванні на зуб
  - Глосалгія
  - Головний біль
    - Головний біль при алергії
    - Головний біль при глаукомі
    - Головний біль при інфекціях

  - Зубний біль
  - Кардіалгія
  - Міалгія
  - Невралгія
  - Одинофагія (біль при ковтанні)
  - Фантомний біль

- Відчуття печіння, поколювання, пульсації у кінцівках
- Втома

- Галюцинації

- Двоїння перед очима (диплопія)
- Дезорієнтація та сплутанність свідомості
- Депресія

- Ейфорія

- Загальна слабкість
- Запаморочення
- Зниження апетиту
- Зниження настрою (гіпотимія)
- Зниження статевого потягу

- Колька

- Макропсія

- Неспокій (тривожний стан)
- Ниркова колька
- Нудота

- Онеміння

- Печія
- Печіння у тілі та кінцівках
- Подразнення
- Полідипсія (невгамовна спрага)
- Потемніння в очах
- Присмак
  - Гіркота у роті

- Свербіж
- Спазм
- Спрага
- Сухість
  - Сухі очі
  - Сухість у роті (ксеростомія)
  - Сухість шкіри

- Тенезми

- Утруднення носового дихання

- Шум (дзвін) у вухах (зниження слуху)

## Об'єктивні симптоми, (зовнішні) ознаки захворювань та розладів(Симптоми і ознаки це синоніми)?[джерело?]
- Абаді симптом
- Абазія
- Агнозія
- Аграфія
- Адинамія
- Акалькулія
- Акінетопсія
- Акроціаноз
- Алексія
- Алогія
- Альбумінурія
- Аменорея (відсутність менструації)
- Амнезія
- Ангіоспазм
- Аневризма
- Анемія
- Анізокорія
- Анозогнозія
- Анорексія (відсутність апетиту)
- Аносмія
- Анурія
- Апатія
- Апное
- Апраксія
- Аритмія
- Артеріальна гіпертензія
- Артеріальна гіпотензія
- Артрит (запалення суглобу)
- Астазія
- Астенія
- Асцит
- Атаксія
- Атетоз
- Атонія
- Атрофія
- Аура (симптом)
- Афазія
- Афонія
- Ацидоз

- Безпліддя в жінки, в чоловіка
- Безсоння (порушення сну)
- Блювання
  - Блювання кров'ю (гематемезис)
- Бородавки
- Брадикардія
- Брадипное
- Бронхіт
- Бронхорея
- Бронхоспазм
- Бурчання у животі

- Вздуття живота
- Відкладання речовин
  - Кальциноз
- Відрижка
- Виділення
  - Виділення з сечовидільного каналу
  - Виділення зі статевих шляхів
  - Кров з носа
  - Кров у слині
  - Кров у сльозах (гемолакрія)
  - Кров у спермі
  - Кров у стулі
  - Мокротиння
- Викривлення носової перетинки
- Випадіння волосся (алопеція)
- Випіт
- Виразка
- Висип
  - Висипання у вигляді пухирців
  - Висипання у вигляді плям
- Втрата ваги
- Втрата голосу
- Втрата зору
- Втрата об'єму обличчя
- Втрата слуху

- Гази (Метеоризм)
- Гангрена
- Гарячка
- Гематогідроз (гематидроз)
- Гематома
- Гематурія
- Геморагія
- Гепатомегалія
- Гіпервентиляція
- Гіперглікемія
- Гіперемія
- Гіперкапнія
- Гіпермнезія
- Гіпертензія
- Гіпертермія
- Гіпокапнія
- Гіпоксія
- Гіпосмія
- Гіпотензія
- Гіпотермія
- Гіпотимія
- Гикавка
- Гнійники на шкірі (пустула)
- Гострий живіт
- Гумма

- Деменція (набуте слабоумство)
- Дерматит
- Дерматофіброма
- Діарея (понос)
- Діатез
- Дизурія
- Дисбактеріоз
- Дисменорея (хворобливі менструації)
- Диспепсія
- Дистимія
- Дисфагія (порушення ковтання)
- Дисфорія

- Екзема
- Екзофтальм
- Енофтальм
- Енурез
- Епілептичний напад
- Еритема

- Забиття
- Загальмованість
- Задишка
- Запаморочення
- Заїкання
- Запалення
  - Запалені гланди
- Запор
- Затримка сечі (ішурія)
- Збудження (фізіологія)
- Збільшення ваги
- Збільшення грудних залоз (гінекомастія)
- Збільшення лімфовузлів шиї
- Збільшення щитоподібної залози
- Збільшення язику (макроглосія)
- Змертвіння (некроз)
- Зміна кольору
  - Депігментація шкіри
  - Жовтий колір шкіри
  - Зміна кольору нігтів
  - Зміна кольору сечі
  - Зміна кольору стула
  - Потемніння емалі зуба
  - Почервоніння (гіперемія)
  - Ціаноз
- Зневоднення (дегідратація)

- Імпотенція

- Кахексія (виснаження)
- Кашель
  - Кашель з кров'ю
- Кіста
- Колапс (медицина)
- Кома
- Конвульсія
- Крепітація
- Крововилив
- Кровотеча
- Кровохаркання
- Кульгавість
- Куряча сліпота (зниження гостроти зору у сутінках)
- Ліхенізація
- Логорея
- Мацерація
- Метроррагія
- Млявість
- М'язові судоми
- Набряки
- Напруження
- Недокрів'я
- Нежить
- Неконтрольовані рухи повіками, головою, плечима, втягування живота
- Ненормальна менструація
- Неприємний запах з рота (галітоз)
- Непритомність
- Нетримання калу (енкопрез)
- Нетримання сечі
- Ністагм

- Обмеження руху у суглобах, хребті
- Ожиріння
- Опістотонус
- Опущення
  - Опущення матки
  - Опущення молочних залоз
  - Опущення нирок (нефроптоз)
  - Опущення органів черевної порожнини (ентероптоз)
  - Опущення піхви
  - Опущення повік (птоз повік)
- Осиплість голосу
- Остуда (озноб)
- Охриплість голосу
- Параліч
- Парез
- Парестезія
- Перебої у роботі серця
- Передчасна еякуляція
- Перикардит
- Петехія
- Підвищення артеріального тиску
- Піодермії
  - Фолікуліт
- Погіршення пам'яті
- Позіхання
- Поліурія
- Поліфагія
- Прискорене дихання
- Прискорене серцебиття
- Прискорене сечовипускання
- Проблемна шкіра
- Прострація
- Протеїнурія
- Пурпура
- Пухирі
- Пухлина

- Ригідність
- Розтягнення (стрії)

- Симптом Асбо-Хансена
- Симптом Керніга
- Симптом Левіна
- Симптом Мюссе
- Симптом Павлова
- Симптом Склярова (гострої кишкової непрохідності)
- Симптом Спасокукоцького
- Симптом Щоткіна — Блюмберга
- Симптоми Брудзинського
- Синці
- Слабоумство
- Сльозоточивість
- Соматопарафренія
- Сонливість
- Сопор
- Спленомегалія
- Стридор
- Ступор
- Субдуральна гематома
- Суїцид

- Тахікардія
- Тахіпное
- Тетанія
- Тремор
- Тріщини у куточках рота
- Тризм

- Фімоз
- Фотопсія

- Хрипи у грудях
- Хропіння

- Ціаноз

- Чхання

- Шанкр
- Лущення шкіри (десквамація)
- Шизофазія

- Ядуха